# Хамматов, Булат Маратович
Булат Маратович Хамматов — (род. 11 июня 1993, Республика Башкортостан, город Уфа) — российский хоккеист. Кандидат в мастера спорта по хоккею с шайбой. Центральный нападающий.

## Биография
Воспитанник уфимской школы хоккея ХК «Салават Юлаев» (первый тренер Вячеслав Александрович Хаев). Свою карьеру хоккеиста начал в СДЮСШОР «Салават Юлаев»(Уфа) где провел свой хоккейный путь в системе Уфы до молодёжной команды «Толпар» ,отыграв там четыре сезона. Так же призывался за молодежную сборную России и сборную МХЛ "Red Stars".
Выбран на Драфте КХЛ 2010 года, командой Ак Барс (Казань) в 7 раунде под общим номером #181
Участвовал в матче звезд Молодежной Хоккейной Лиги "Кубок Вызова",  в городе Екатеринбург, от команды МХК "Толпар".
Большую часть взрослой профессиональной карьеры провел в Казахстане. Всего в Чемпионате Казахстана провёл 416 матч ( включая игры плей-офф) и набрал 188 (90+98) очков по системе гол+пас.
Также играл в чемпионате Белоруссии и Украины.
В сезоне 2023-2024 закончил профессиональную карьеру игрока, после стал тренером в спортивной школе "Салават Юлаев". 
Выступает в новом формате игры хоккея в Чемпионате КХЛ 3х3 за родной клуб ХК «Салават Юлаев». Став чемпионом в дебютном сезоне 2024/2025. 

## Спортивные достижения
- Бронзовый призёр в составе клуба «Толпар» (Уфа), в Молодёжной Хоккейной Лиге сезон 2010/2011 г.
- Обладатель «Кубка вызова» Молодёжной Хоккейной Лиги в составе сборной «Восток» в сезоне 2012/2013 г. Матч звёзд МХЛ в городе Екатеринбург.
- Обладатель Кубка U20 Challenge Cup of Asia (Южная Корея, Сеул) 2012 года в составе «Red Stars» (сборная МХЛ).
- Участник Суперсерии-2012 года (Россия, Ярославль. Канада, Галифакс) Россия U20- Канада U20, посвящённой 40-летию с первой Суперсерии СССР — Канада .
- Бронзовый призёр турнира «Большой приз Санкт-Петербурга 2012» в составе молодёжной сборной России U20.
- «Лучший снайпер команды» (27 голов) в сезоне 2014/2015 в составе ХК «Номад».
- Чемпион Республики Казахстан впервые в 2017 году в составе ХК «Номад» (Астана), во второй раз в 2019 году в составе ХК «Бейбарыс» (Атырау).
- Бронзовый призёр чемпионата Казахстана 2018 году в составе ХК «Бейбарыс» (Атырау).
- Серебряный призер чемпионата Белоруссии 2021 года, в составе ХК «Гомель» (Гомель).
- Бронзовый призёр чемпионата Украины в сезоне 2021—2022 года, в составе ХК «Днепр» (Херсон) .
- Чемпион КХЛ 3x3 сезона 2024-2025 в составе родного «Салавата Юлаева» (Уфа).

https://www.eliteprospects.com/player/77212/bulat-khammatov
https://r-hockey.ru/people/player/583-001-0016954-5
Кубок вызова МХЛ 2013